# Кузьменко Надія Степанівна
Надія Степанівна Кузьменко (нар. 7 березня 1951, село Глобине, тепер місто Глобинського району Полтавської області) — українська радянська діячка, трактористка колгоспу «Росія» Глобинського району Полтавської області. Депутат Верховної Ради УРСР 9—10-го скликань.

## Біографія
Освіта середня. Член ВЛКСМ.
З 1966 року — колгоспниця, з 1969 року — трактористка колгоспу «Росія» міста Глобине Глобинського району Полтавської області.
Потім — на пенсії в місті Глобине Полтавської області.

## Нагороди
- ордени
- медалі